# Loreto, Zacatecas
Loreto là một đô thị thuộc bang Zacatecas, México. Năm 2005, dân số của đô thị này là 43411 người.